# Новое Село (Комарновская городская община)
Новое Село (укр. Нове Село) — село в Комарновской городской общине Львовского района Львовской области Украины.
В селе Новое Село насчитывается 310 хозяйственных дворов, где проживает 721 житель. Население по переписи 2001 года составляло 983 человека. Занимает площадь 0,138 км². Почтовый индекс — 81573. Телефонный код — 3231.